# Кравчук, Виктор Петрович
Ви́ктор Петро́вич Кравчу́к (род. 18 января 1961, пос. Палашер Усольский район Пермская область, РСФСР, СССР) — российский военачальник. Командующий Балтийским флотом ВМФ России (2012—2016), вице-адмирал (2007).

## Биография
Виктор Петрович Кравчук родился 18 января 1961 года в ныне упразднённом посёлке Палашер Усольского района Пермской области. С 1978 по 1983 год учился в Тихоокеанском высшем военно-морском училище имени С. О. Макарова.
Начал службу в должности командира штурманской боевой части сторожевого корабля. С 1983 года по 1987 год был командиром ракетного катера на Тихоокеанском флоте. В 1987—1988 годах учился на Высших специальных офицерских классах ВМФ. С 1988 по 1999 год служил начальником штаба и командиром бригады ракетных катеров. В 1997 году заочно окончил Военно-морскую академию имени Адмирала Флота Советского Союза Кузнецова. В 1999—2000 годах служил начальником службы вооружения и эксплуатации вооружения — заместителем командующего Каспийской флотилией.
С 2000 по 2002 год учился в Военной академии Генерального штаба Вооружённых Сил. По окончании академии, в 2002—2003 годах служил заместителем командующего, а с 2003 по 2005 год — начальником штаба Каспийской военной флотилии. Контр-адмирал (22.02.2004). В 2005 году назначен командующим Каспийской флотилией.
26 декабря 2009 года указом президента РФ назначен заместителем командующего Балтийским флотом.
С мая 2012 исполнял обязанности командующего Балтийским флотом, 14 сентября 2012 года назначен командующим Балтийским флотом.
В феврале 2016 года за особые личные заслуги перед государством и Вооружёнными Силами РФ награждён именным кортиком.
29 июня 2016 года решением Министра обороны РФ генерала армии Сергея Шойгу вице-адмирал Виктор Кравчук отстранён от исполнения служебных обязанностей командующего Балтийским флотом «за серьёзные упущения в боевой подготовке, а также искажение в докладах реального состояния дел». Отправлен президентом РФ Владимиром Путиным в отставку «за несоблюдение условий контракта со стороны военнослужащего». Решение было оспорено В. П. Кравчуком в Верховном суде РФ, однако осталось без удовлетворения.
Награждён орденом «За военные заслуги» (6.06.2005), медалями.